# Carl Weerth

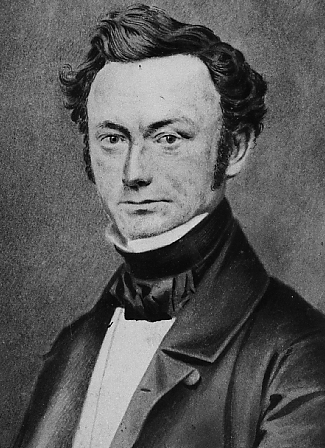
Carl Weerth

Carl Weerth (* 23. Januar 1812 in Detmold; † 23. November 1889 ebenda) war ein deutscher Gymnasialprofessor, Gründer des Lippischen Landesmuseums und Mitbegründer des Naturwissenschaftlichen Vereins für das Fürstentum Lippe.

## Leben
Carl Weerth kam am 23. Januar 1812 als erstes von fünf Kindern des Detmolder Generalsuperintendenten Ferdinand Weerth zur Welt. Nach dem Abitur am Leopoldinum, wo er die Bekanntschaft mit Ferdinand Freiligrath machte, nahm er 1830 ein Theologiestudium an der Universität Göttingen auf. Das theologische Examen legte er 1834 an der Universität Bonn ab. Anschließend zog es Carl Weerth zurück in seine Heimat und er wurde Collaborator am Detmolder Seminar, einer Einrichtung, an der zu dieser Zeit auch sein Vater lehrte.
Schon während seines Theologiestudiums galt Weerths Interesse auch der Naturwissenschaft, eine Fachrichtung, die er nach dem Tod seines Vaters erneut aufnahm und in der er 1837 oder 1838 mit der Arbeit „Die Entstehung der Menschen-Rassen: Ein Versuch“ promovierte.
1835 konnte Weerth den Detmolder Hofrat Karl Piderit überzeugen, bei einer Versammlung von 40 naturwissenschaftlich interessierten Honoratioren im Detmolder Rathaus die Gründung des Naturwissenschaftlichen Vereins für das Fürstentum Lippe vorzuschlagen. Später wurde Carl Weerth auch Vorsitzender dieses Vereins. Zweck des Naturwissenschaftlichen Vereins war der Aufbau und die Verwaltung einer „Naturalien-Sammlung“. Die Sammlung, die anfangs in den Räumen des Gymnasiums an der Leopoldstraße untergebracht war, sollte den Grundstock des Lippischen Landesmuseums bilden.
Ab 1837 arbeitete Weerth als Lehrer an seiner ehemaligen Schule, dem Leopoldinum, erst als Hilfslehrer, später als Gymnasiallehrer für Mathematik und vor allem Naturwissenschaften. Während seiner Zeit als Lehrer unternahm er zahlreiche Reisen durch ganz Europa, teilweise in Begleitung seines Bruders Georg, der ihn in London auch mit Karl Marx bekannt machte.
Für sein Wirken wurde Carl Weerth 1868 der Professoren-Titel verliehen, zudem erhielt er 1873 das Fürstlich-Lippische Ehrenkreuz 2. Klasse.
Trotz eines Schlaganfalls im Jahr 1884, von dem Carl Weerth sich nie komplett erholt hat, leitete er das Museum bis zu seinem Tod am 23. November 1889. Nachfolger wurde sein Neffe und langjähriger Assistent Otto Weerth.

## Werke
- Die Entstehung der Menschen-Rassen: Ein Versuch. Meyersche Hofbuchhandlung, Lemgo 1839 (LLB Detmold)
- Die Entwicklung der Menschen-Rassen durch Einwirkungen der Außenwelt. Meyersche Hofbuchhandlung, Lemgo 1842 (Bayerische Staatsbibliothek)
- Der Haushalt der Natur; mit vorzugsweiser Berücksichtigung der Stellung des Menschen in demselben. Meyersche Hofbuchhandlung, Lemgo/Detmold 1845 (ULB Münster)
- Andeutungen über den Entwicklungsgang der neueren Naturphilosophie. Meyersche Hofbuchhandlung, Detmold 1856/57.
- Das naturwissenschaftliche Museum in Detmold. Detmold 1862.
- Das Auge des Menschen. Detmold 1867.